# Via Francigena
Via Francigena – historyczny, transalpejski szlak komunikacyjny w Europie, biegnący od Canterbury w Anglii przez Arras, Reims, Lozannę, Wielką Przełęcz Św. Bernarda, Pawię i Sienę do Rzymu. Jeden z najdłuższych europejskich szlaków pielgrzymkowych, wiodący do grobu Św. Piotra. Jego długość (z wykorzystaniem dzisiejszej sieci drogowej) wynosi ok. 1610 km.
Tak zwana „Droga Lombardzka” lub Iter Francorum (czyli Droga Frankijska, Droga Franków) jest wspominana po raz pierwszy w Itinerarium świętego Wilibalda z 725 r. Pod nazwą „Via Francigena” po raz pierwszy występuje w Actum Clusio, pergaminie z opactwa San Salvatore na Monte Amiata w Toskanii z 876 r. Jak widać, nazwa „Via Francigena” nadana została przez Włochów w VIII lub najpóźniej w połowie IX w. Oznacza „Drogę Franków”, drogę, którą Frankowie (czyli mieszkańcy północnych stoków Alp) udają się do Rzymu. Błędem jest więc tłumaczenie jej jako „Droga Francuska” lub „Droga Francuzów”.
Dokładny przebieg drogi (a w zasadzie jej punkty etapowe) znamy dzięki odkrytemu w 1985 r. zapisowi Sigerika, arcybiskupa Canterbury z 990 r. Sigeric udał się w tym roku w podróż do Rzymu w celu odbioru z rąk papieża Jana XV swego paliusza metropolity angielskiego. W drodze powrotnej zapisał on nazwy 80 (a w zasadzie tylko 79, gdyż właśnie 79. punkt jest w manuskrypcie pominięty) punktów etapowych, aż do brzegu Cieśniny Kaletańskiej. Wynika stąd, że trasa ta wymagała w owych czasach minimum 81 dni podróży (nie licząc ewentualnych odpoczynków, oczekiwania na poprawę pogody itp.).
Fragment tekstu arcybiskupa Sigerika, wymieniający punkty etapowe Via Francigena:
Iste sunt submansiones de Roma usque ad mare. I Urbs Roma. Il Johannis VIIII. III Bacane.IIII Suteria. V Furcari. VI Sce Valentine. VII Sce Flaviane. VIII Sca Cristina. IX Aquapendente. X Sce Petir in Pail. XI Abricula. XII Sce Quiric. XIII Turreiner. XIV Arbia. XV Seocine. XVI Burgenove. XVII Aelse. XVIII Sce Martin in Fosse. XIX Sce Gemiane. XX Sce Maria Glan. XXI Sce Peter Currant. XXII Sce Dionisii. XXIII Arne Blanca. XXIIII Aqua Nigra. XXV Forcri. XXVI Luca. XXVII Campmaior. XXVIII Luna. XXIX Sce Stephane. XXX Aguilla. XXXI Puntremel. XXXII Sce Benedicte. XXXIII Sce Moderanne. XXXIV Philemangenur. XXXV Metane. XXXVI Sce Domnine. XXXVII Floricum. XXXVIII Placentia. XXXIX Sce Andrea. XL Sce Cristine. XLI Pamphica. XLII Tremel. XLIII Vercel. XLIV Sca Agatha. XLV Everi. XLVI Publei. XLVII Agusta. XLVIII Sce Remei. XLIX Petrecastel. L Ursiores. LI Sce Maurici. LII Burbulei. LIII Vivaec. LIV Losanna. LV Urba. LVI Antifern. LVII Punterlin. LVIII Nos. LIX Bysiceon. LX Cuscei. LXI Sefui. LXII Grenant. LXIII Oisma. LXIV Blaecuile. LXV Bar. LXVI Breone. LXVII Domaniant. LXVIII Funtaine. LXIX Chateluns. LXX Rems. LXXI Corbunei. LXXII Mundlothuin. LXXIII Martinwaeth. LXXIV Duin. LXXV Atherats. LXXVI Bruwaei. LXXVII Teranburh. LXXVIII Gisne. LXXX Sumeran.
Ruch na szlaku szybko wzrósł w 1300 r., który został uznany przez Kościół po raz pierwszy Rokiem Jubileuszowym. Począwszy od XIX w., wraz z rozwojem sieci drogowej, a zwłaszcza kolejowej i budową tuneli pod Alpami, znaczenie tego szlaku zaczęło się szybko zmniejszać.
Upowszechnianiem szlaku Via Francigena wśród dzisiejszych pątników i zwykłych turystów zajmuje się powstałe w 1997 r. stowarzyszenie Association Internationale Via Francigena. W 2004 roku trasa Via Francigena została zarejestrowana w Europejskim Instytucie Dróg Kultury (Institut Européen des Itineraires Culturels), co pozwoliło na pozyskanie środków na przygotowanie tego szlaku dla obecnych pątników (miejsca noclegowe, punkty informacyjne, poprawa stanu dróg, znakowanie itp.).